# Nadeo
Nadeo (pronunciado NĂ-dā-yō) es un estudio desarrollador de videojuegos francés con sede en París. Fundado en 2000 por Florent Castelnérac, el estudio es propiedad de Ubisoft desde 2009. Se les conoce por la serie de videojuegos TrackMania, así como Virtual Skipper y ShootMania Storm.

## Historia

### Fundación y primeros juegos
El estudio fue fundado en 2000 como un club de desarrolladores de videojuegos por Florent Castelnérac, un apasionado de los videojuegos, y sus compañeros del ENSIMAG, Xavier Bouchoux, Jean-Sébastien Luce y Damien Quilot. En sus orígenes, ayudaron a Duran Duboi con el desarrollo de Virtual Skipper 2, así como se encargaron de la animación 3D de la película Inmortal. También desarrollaron su propio motor gráfico para poder crear películas animadas. Más adelante decidieron convertir ese motor gráfico en un motor de videojuego, para emplearlo en el desarrollo de videojuegos.
Nadeo comenzó a desarrollar TrackMania en 2002, donde la idea era crear un juego de pilotar coches en circuitos complicados, pero divertidos. El juego fue testeado primeramente por la familia de Florent, los cuales vieron como lo más interesante era el hecho de competir por hacer el mejor récord y obtener el primer lugar, combinado con los circuitos que complicaban la carrera. Esto inspiró a Nadeo a incluir el modo multijugador de cara al lanzamiento. En 2003, el estudio lanzó TrackMania y Virtual Skipper 3. TrackMania permitía a los jugadores crear ilimitados circuitos y compartirlos en línea con todo el mundo, y Virtual Skipper 3 incluía distintos canales de agua de la vida real, lo que potenció su popularidad.
En 2005, Nadeo lanzó TrackMania Sunrise, que incluía una serie de novedades, como una mejora en la calidad gráfica, nuevos entornos, nuevos modos de juego, personalización de vehículos, modelos 3D y otras características. A finales de año también desarrolló TrackMania Sunrise eXtreme, una expansión del juego original.
En 2006, Nadeo creó TrackMania Nations, un juego en un universo deportivo dedicado a los esports, desarrollado especialmente para la Esports World Convention. A principios de 2007, Nadeo publicó un nuevo juego llamado TrackMania United, cuyo objetivo fue reunir en un solo juego todos los entornos creados hasta el momento en juegos anteriores. En 2008, Nadeo lanzó TrackMania United Forever y TrackMania Nations Forever, dos expansiones para United y Nations, que principalmente permiten que estos dos juegos se jueguen juntos en el multijugador.
En 2008, TrackMania DS fue lanzado en la Nintendo DS, en 2010 TrackMania Wii en la Nintendo Wii y TrackMania Turbo en la Nintendo DS.

### Después de la adquisición por Ubisoft
El 5 de octubre de 2009, Ubisoft compró a Nadeo por una cantidad no revelada y lo convirtió en filial.
Ese año, Nadeo lanzó ManiaPlanet, una plataforma de administración de juegos y distribución de contenido en línea, permite a los jugadores crear y distribuir contenido propio, comunicarse con el resto de la comunidad y ver las novedades más recientes de los títulos de Nadeo.
En 2011 se crea Nadeo Live. Es un equipo responsable de gestionar servidores, herramientas en línea y promover y administrar todo lo que sucede alrededor de los juegos de Nadeo (soporte, comunidad, competiciones, prensa, etc.).
Tras la compra por parte de Ubisoft, el primer juego de Nadeo fue TrackMania 2: Canyon, lanzado en 2011. Este juego funciona en un motor de videojuego mucho más potente, y utiliza servidores nuevos y mejores a los anteriormente utilizados por Nadeo. Además, forma parte de la colección TrackMania 2, que se iría más tarde ampliando con Valley y Stadium en 2013, y Lagoon en 2017. Cada uno ofrece entornos únicos, y la posibilidad de crear modos de juego personalizados.
En 2013, además de lanzar TrackMania 2: Valley y TrackMania 2: Stadium, también sacaron a la venta el juego de acción en primera persona ShootMania Storm, que se incluiría dentro del mismo servicio que TrackMania 2 y los nuevos juegos de Nadeo, ManiaPlanet.
En marzo de 2016, Nadeo lanzó TrackMania Turbo para PlayStation 4, Xbox One y PC, siendo así la primera vez que la serie ha salido en consolas que no sean de Nintendo (TrackMania DS en 2008 para Nintendo DS, TrackMania Turbo en 2010 para la misma consola, y TrackMania: Build to Race en el mismo año para la Wii). TrackMania Turbo presenta nuevas funciones, como la generación por procedimientos de pistas, la conducción de dos vehículos y la competitividad con Oculus Rift.
En enero de 2019, Nadeo organizó un campeonato mundial de TrackMania 2: Stadium, siendo así el primer campeonato oficial de la franquicia creado por Nadeo, que contaría con jugadores representando a distintos equipos. Se llamó TrackMania Grand League 'Beta Edition' y fue creado como prueba técnica inicial, con un nuevo modo de juego denominado Champion.
En 2020, el campeonato recibió su primera edición oficial fuera del estado de prueba técnica (beta), junto a un campeonato de soporte con jugadores no-profesionales o sin equipo.
El 28 de febrero de 2020 se anunció TrackMania, un remake de TrackMania Nations planeado para ser lanzado el 5 de mayo del mismo año, pero retrasado para el 1 de julio producto de la pandemia de COVID-19. TrackMania incluye contenido nuevo regularmente, mejora las características principales de la serie TrackMania y permite a la comunidad crear contenido y organizar eventos, al igual que otros juegos de la serie. El juego base es gratuito, con contenido adicional disponible mediante un modelo de suscripción o comprando alguna edición especial, que incluye un editor de pistas en el juego, eventos en línea y personalización.

## Estructura
El estudio está dividido en dos equipos: 
- Nadeo: el equipo central encargado del proceso de creación, mantención y actualizaciones regulares del videojuego, desarrollo, programación, jugabilidad, etc.
- Nadeo Live: se encarga de la gestión de servidores, herramientas en línea y todo lo que sucede alrededor de los juegos de Nadeo (soporte, comunidad, competiciones, prensa, etc.). También se encarga de la creación de videos para campañas promocionales de esports.

## Videojuegos desarrollados
| Año                                  | Título                       | Plataformas                                |
| Desarrolladora independiente         | Desarrolladora independiente | Desarrolladora independiente               |
| ------------------------------------ | ---------------------------- | ------------------------------------------ |
| 2002                                 | Virtual Skipper 2            | Microsoft Windows                          |
| 2003                                 | TrackMania                   | Microsoft Windows                          |
| 2003                                 | Virtual Skipper 3            | Microsoft Windows                          |
| 2005                                 | TrackMania Sunrise           | Microsoft Windows                          |
| 2005                                 | TrackMania Sunrise eXtreme   | Microsoft Windows                          |
| 2005                                 | Virtual Skipper 4            | Microsoft Windows                          |
| 2006                                 | TrackMania Nations           | Microsoft Windows                          |
| 2006                                 | TrackMania United            | Microsoft Windows                          |
| 2007                                 | Virtual Skipper 5            | Microsoft Windows                          |
| 2007                                 | Virtual Skipper Online       | Microsoft Windows                          |
| 2008                                 | TrackMania United Forever    | Microsoft Windows                          |
| 2008                                 | TrackMania Nations Forever   | Microsoft Windows                          |
| Después de la adquisición de Ubisoft |                              |                                            |
| 2011                                 | TrackMania 2: Canyon         | Microsoft Windows                          |
| 2013                                 | ShootMania Storm             | Microsoft Windows                          |
| 2013                                 | TrackMania 2: Stadium        | Microsoft Windows                          |
| 2013                                 | TrackMania 2: Valley         | Microsoft Windows                          |
| 2016                                 | TrackMania Turbo             | Microsoft Windows, PlayStation 4, Xbox One |
| 2017                                 | TrackMania 2: Lagoon         | Microsoft Windows                          |
| 2020                                 | TrackMania                   | Microsoft Windows                          |